# Jaroslav Hašek

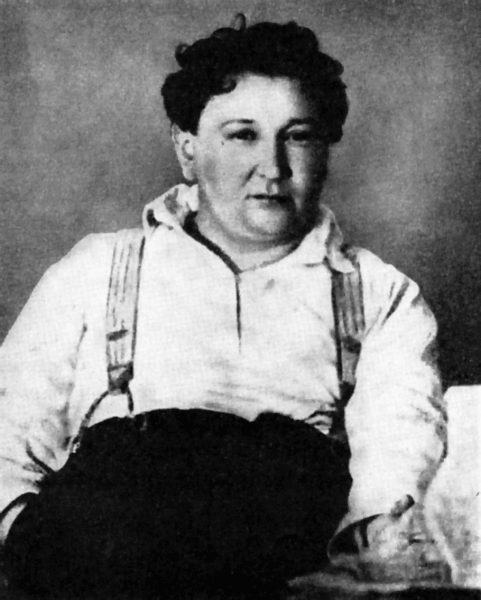
Jaroslav Hašek in zijn laatste levensjaren

Jaroslav Hašek (Praag, 30 april 1883 – Lipnice nad Sázavou, 3 januari 1923) was een Tsjechisch schrijver die vooral bekendheid verwierf met zijn meesterwerk De lotgevallen van de brave soldaat Švejk.
Vóór de Eerste Wereldoorlog was Hašek een marginaal figuur, een bohemien zonder vaste verblijfplaats, die niet boven zwendel stond en in een dierenhandel honden met vervalste stambomen verkocht (ook Švejks professie). Een van zijn practical jokes was de "Partij voor gematigde vooruitgang binnen de grenzen van de wet", opgericht om de eigenaar van zijn favoriete café aan extra klandizie te helpen.
Tijdens de oorlog nam hij (in 1915) dienst in het Oostenrijks-Hongaarse leger, om eenmaal aan het front gekomen prompt over te lopen naar het tsaristische Rusland. Opnieuw van partij wisselend, sloot hij zich bij het uitbreken van de Oktoberrevolutie (1917) aan bij Lenins Bolsjewieken.
Na terugkomst in Tsjechië schreef Hašek zijn meesterwerk, dat deels is gebaseerd op zijn ervaringen in het Oostenrijks-Tsjechische leger, hoewel Švejk al in 1912 figureerde in Hašeks publicaties. De roman schildert het portret van een anarchistische, anti-autoritaire, soms zelfs asociale held, een Tsjech die de draak steekt met zijn Oostenrijkse superieuren. Švejk is het symbool geworden van iedereen die in zijn eentje moet vechten tegen onderdrukking.
Hašeks overlijden aan tuberculose, in 1923, verhinderde dat het boek werd voltooid.